# Quilaco
Quilaco é uma comuna da província de Biobío, localizada na Região de Biobío, Chile. Possui uma área de 1.123,7 km² e uma população de 4.021 habitantes (2002).
A comuna limita-se: a a norte com Santa Bárbara; a leste com Alto Biobío; a sul com a Região da Araucanía - comunas de Lonquimay, e Curacautín; a sudoeste com Mulchén.

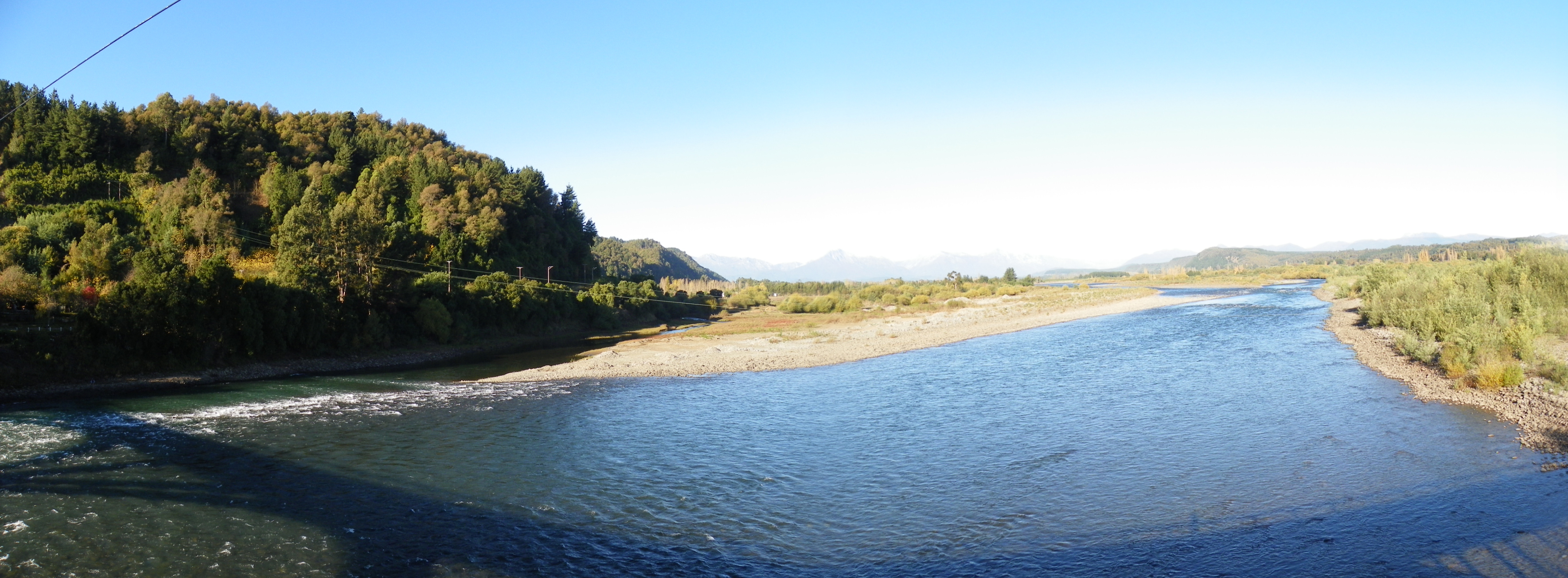
Rio Biobío visto da Ponte Quilaco.